# 廿日市市サッカー場
廿日市市サッカー場（はつかいちしサッカーじょう、通称 グリーンフィールド）は、広島県廿日市市地御前北一丁目にある人工芝の球技場。廿日市市が所有し、イズミテクノ・シンコースポーツ共同企業体が指定管理者として運用を行っている。

## 概要
2007年（平成19年）6月3日に開場。建設費用の一部は日本サッカー協会の助成金で賄われた。ピッチ自体は105m×68mのフルサイズでベンチサイドとなる北西側に斜面法尻を利用した屋根付きの立ち見スペースが設けられている。中国サッカーリーグや高校生以下のカテゴリーで使用される。
また、サッカーだけでなくテニス場やグラウンドゴルフなどにも利用されている。廿日市市立野坂中学校に隣接しており、事務室・会議室・ロッカールームを備えたクラブハウス（鉄筋コンクリート造2階建）の1階が野坂中学校の部室として使用されている。
2016年(平成28年)1月11日から3月31日に人工芝の張り替え工事が行われた。

## 施設概要
- 所在地：廿日市市地御前北一丁目2番1号
- フィールド：105m×68m（ロングパイル人工芝）
- 収容人数： 不明
- 照明：6基（1基1000w×10灯）平均照度200ルクス以上
- 得点板

## おもな用途
- 中国サッカーリーグ
- 高円宮杯U-18サッカーリーグ プリンスリーグ中国
- 全国高等学校サッカー選手権大会広島県予選

など

## 交通
- 広島岩国道路・ICから車で約3分
- 広電バス「阿品台線・阿品台西経由」、「地御前三丁目バス停」バス停下車、徒歩約8分[1]